# 최상목
최상목(崔相穆, 1963년 6월 7일~)은 대한민국의 관료, 대학 교수이다. 제7대 부총리 겸 기획재정부 장관이다. 대통령 권한대행과 국무총리 직무대행을 역임하였다. 교육 경력으로는 2018년 8월부터 울산대학교 회계학과, 2018년 9월부터 사회과학부의 초빙교수였고, 2020년 5월~2022년 5월 농협대학교의 총장, 2020년 7월부터 농협학원 재단이사 등을 역임했다. 본관은 해주(海州)이다.
2024년 12월 27일부터 2025년 3월 24일까지 한덕수 탄핵소추로 인해 대통령 권한을 대행했으며 2025년 5월 1일 윤석열 대통령이 파면되어 대통령 권한대행이던 한덕수가 21대 대선에 출마하기 위해 모든 공직을 내려놓자 5월 2일부터 대통령 권한대행이 될 뻔 했으나 5월 1일 의원면직했다. 따라서 대통령 권한대행은 이주호 교육부 장관이 맡게 되었다.

## 학력
- 1979년~1982년: 오산고등학교 졸업
- 1982년~1986년: 서울대학교 법과대학 법학 학사
- 1986년~1988년: 서울대학교 대학원 행정학 석사
- 1992년~1996년: 코넬 대학교 대학원 경제학 박사

## 경력
- 1985년 11월 30일: 제29회 행정고시(재경직) 합격
- 1986년 4월~1986년 10월: 총무처 수습행정관(행정사무관시보)
- 1986년 10월~1987년 4월: 육군 병 복무
- 1987년 10월~1989년 4월: 재무부 기획관리실 법무담당관실 행정사무관
- 1989년 4월: 재무부 국제금융국 외환정책과 사무관[3]
- 재무부 기획관리실 행정사무관
- 재무부 법무담당관실 행정사무관
- 재무부 국제금융국 외환정책과
- 재정경제원 경제정책국 지역경제과
- 재정경제원 경제정책국 산업경제과
- 1997년 3월: 재정경제원 산업경제과 서기관
- 1998년 2월: 김대중 대통령직인수위원회 파견
- 1998년: 재정경제부 경제정책국 서기관
- 1999년 3월: 대통령비서실 정책기획수석비서관실 정책1비서관실 정책행정관
- 2000년 3월 25일: OECD 근무[4]
- 2000년 3월 ~ 2003년 3월: OECD Project Manager 금융시장과
- 2003년: OECD 휴직[5]
- 2003년 3월 17일: 김진표 부총리 겸 재정경제부 장관 비서관
- 2004년 3월 26일~2007년 6월: 재정경제부 금융정책국 증권제도과장
  - 2004년 3월: 여의도 자통법 전담반 구성[6]
- 2007년 6월 8일~2008년 2월: 재정경제부 금융정책국 금융정책과장
- 2007년 11월 26일: 부이사관[7][8]
- 2007년 12월 31일~2008년 2월: 이명박 대통령직인수위원회 경제1분과 파견 근무
- 2007년 12월 31일: 이명박 대통령직인수위원회 경제1분과위 실무위원
- 2008년 3월: 강만수 기획재정부 장관 정책보좌관 직무대리, 부이사관
- 2008년 3월 16일: 강만수 기획재정부 장관 정책보좌관, 부이사관
- 2008년 7월: 강만수 기획재정부 장관 비서실장
- 2009년 2월 25일: 기획재정부 미래전략정책관
- 2010년 1월 3일~2010년 12월: 금융위원회 공적자금관리위원회 사무국장
- 2011년 4월~2011년 9월 13일: 기획재정부 정책조정국장
- 2011년 9월 14일~2013년 9월: 기획재정부 경제정책국장
- 2013년 10월~2014년 7월: 기획재정부 정책협력실장
- 2013년 10월~2014년 7월: 기획재정부 부총리 정책보좌관
- 2014년 7월: 기획재정부 정책협력실장
- 2014년 9월 4일[9]~2016년 1월: 대통령비서실 경제수석실 경제금융비서관
- 2016년 1월 18일~2017년 5월 31일: 기획재정부 제1차관
- 2017년 8월~2018년 8월: 필리핀 아시아태평양대학교 객원교수
- 2018년 3월: 일동홀딩스 사외이사
- 2018년: 북한연구학회 회원
- 2018년 8월: 울산대학교 경영대학 회계학과 초빙교수(경제학원론)
- 2018년 9월~2019년 8월: 울산대학교 사회과학부 초빙교수
- 2019년 2월~2020년 5월: 자본시장연구원 초빙연구위원
- 2020년 3월 ~ 2022년 3월: 신한금융투자 사외이사[10]
- 2020년 3월 24일~2022년 5월: 농협대학교 총장
- 2020년 7월~2022년 5월 9일 : 학교법인 농협학원(농협대학교) 재단 이사
- 2022년 3월[11]~2022년 5월: 제20대 대통령직인수위원회 경제1분과 간사
- 2022년 5월 1일~2023년 12월 1일: 대통령비서실 경제수석
- 2023년 12월 1일~2023년 12월 29일: 경제부총리 겸 기획재정부 장관 후보자
- 2023년 12월 29일 ~2025년 5월 1일: 대한민국의 경제부총리 겸 기획재정부 장관
- 2023년 12월 29일 ~2025년 5월 1일: 국민경제자문회의 당연직위원 겸 간사위원
- 2023년 12월~2025년 5월: 대통령 직속 국가지식재산위원회 당연직 위원
- 2023년 12월~2025년 5월: 대통령 직속 4차산업혁명위원회 정부위원
- 2023년 12월~2025년 5월: 대통령 직속 저출산고령사회위원회 정부위원
- 2023년 12월~2025년 5월: 2050 탄소중립녹색성장위원회 당연직 위원
- 2023년 12월~2025년 5월: 경제 규제혁신 태스크포스 팀장
- 2023년 12월~2025년 5월: 국민통합위원회 당연직 위원
- 2023년 12월~2025년 5월: 디지털플랫폼정부위원회 당연직 위원
- 2023년 12월~2025년 5월: 저출산고령사회위원회 정부위원
- 2023년 12월~2025년 5월: 대통령 직속 지방시대위원회 당연직위원
- 2024년 4월~2025년 5월: 대통령 직속 의료개혁특별위원회 위원
- 2024년 12월 27일~2025년 3월 24일: 국무총리 직무대행
- 2024년 12월 27일~2025년 3월 24일: 대통령 권한대행
- 2025년 4월 16일~2025년 5월 1일: 국회의 최상목 기획재정부장관 탄핵소추
- 2025년 5월 1일: 의원면직

## 상훈
- 1986년 2월 26일 : 1985학년도 서울대학교 졸업식 국회의장상[12]
- 1998년 12월 : 대통령표창
- 2013년 12월 : 홍조근정훈장

## 가족 관계
- 아버지 : ?(2011년 11월 21일 사망)
  - 누이 : 최윤정
  - 누이 : 최문정
  - 누이 : 최인정
- 부인 : 최정선(경주 최씨, 동덕여자대학교 교양학부 교수,  미국 코넬대학교 일본문학석사)
  - 슬하 1남 1녀
- 매부 : 박형석, 의사, 건국대학교병원 진료부원장
- 장인 : ?(2009년 5월 10일 사망)[13]
  - 처제 : 최희선, 인제대학교 외래교수
  - 처제 : 최선경, 가톨릭대 교양학부 교수 귀선 국립암센터 연구원
  - 동서 : 이성범 인제대 기계자동차공학부 교수
  - 동서 : 최석민 명지성모병원 신경외과 과장
  - 동서 : 김현창 연세대 의대 교수

## 저서
- 《경제와 역사, 그들의 동반 여행기(지식 전람회 005)》 (프로네시스, 2006)
- 공저, 《경제정책 어젠다 2022 : 자유, 평등 그리고 공정》 (김낙회,  변양호외 공저, 21세기북스, 2021)

## 같이 보기
- 윤석열 정부의 국무위원
- 대한민국의 경제부총리
- 대한민국의 국무총리
- 대한민국의 기획재정부 장관
- 대한민국의 기획재정부 차관
- 대한민국의 대통령비서실 수석비서관
- 대한민국의 대통령 권한대행
- 한덕수
- 이주호

## 기타
재무부 외환정책과 사무관으로 재직 중, 외국환관리법 개정에 참여하다. 외국환관리법 개정은 외환정책과 연원영 과장, 최상목 사무관, 정해범 주사 등을 중심으로 이루어졌다.